# 普卡蘭拉山 (永蓋省)
9°15′57″S 77°48′56″W / 9.26583°S 77.81556°W
普卡蘭拉山（Puka Ranra），是秘魯的山峰，位於該國北部安卡什大區，由永蓋省的基略區負責管轄，屬於內格拉山脈的一部分，海拔高度4,600米。